# The Last Repair Shop
The Last Repair Shop é um documentário em curta-metragem estadunidense de 2023 dirigido por Ben Proudfoot e Kris Bowers.
Produzido pela Breakwater Studios, o filme teve sua estreia mundial em 1º de setembro de 2023 no Festival de Cinema de Telluride, e em 24 de setembro de 2023, no Festival Internacional de Cinema de Calgary, onde ganhou o prêmio de melhor documentário em curta-metragem.
Ele também ganhou o prêmio de melhor curta-metragem no 8º Critics' Choice Documentary Awards e venceu o Oscar de melhor documentário em curta-metragem no Oscar 2024. Foi disponibilizado para streaming no YouTube e no site do Los Angeles Times em 8 de novembro de 2023.

## Enredo
O documentário é sobre um armazém no centro de Los Angeles, onde um punhado cada vez menor de artesãos dedicados mantém mais de 80.000 instrumentos de estudantes em bom estado de conservação.

## Elenco
- Dana Atkinson
- Paty Moreno
- Duane Michaels
- Steve Bagmanyan

## Produção
Proudfoot e Bowers co-dirigiram anteriormente A Concerto Is a Conversation, indicado ao Oscar 2022 na categoria de curta-metragem. O produtor do filme, Jeremy Lambert, repassou um artigo sobre o workshop de 64 anos do Distrito Escolar Unificado de Los Angeles (LAUSD).
Essa oficina, muito menor do que Bowers havia imaginado quando era aluno do LAUSD, tornou-se o tema do filme, incluindo perfis de quatro artesãos da oficina. Bowers, cujo primeiro instrumento foi um saxofone fornecido pela escola, achou que também deveria traçar o perfil dos alunos. Entre os funcionários entrevistados estava Steve Bagmanyan, um técnico de piano e um refugiado armênio do Azerbaijão, que afinou os pianos que Bowers usou no ensino fundamental e médio.

## Lançamento
O filme teve sua estreia mundial em 1º de setembro de 2023 no 50º Festival de Cinema de Telluride na seção 'Main Slate: Episodic Form and Short Form'. Foi exibido no Middleburg Film Festival em outubro de 2023.
Em outubro de 2023, a Searchlight Pictures e a LA Times Studios adquiriram o filme e o disponibilizaram gratuitamente no canal e site do Los Angeles Times e no YouTube em 8 de novembro de 2023.
O filme foi indicado ao Oscar de melhor documentário em curta-metragem, o primeiro filme da LA Times Studios a fazê-lo.

## Trilha sonora
| Existem 22 faixas no álbum: |                          |                               |         |  |
| N.º                         | Título                   | Artista                       | Duração |  |
| 1.                          | "The Last Repair Shop"   | Katya Richardson, Kris Bowers | 2:06    |  |
| 2.                          | "Dana: Strings"          | Katya Richardson              | 0:38    |  |
| 3.                          | "It’s Hard Being a Kid"  | Katya Richardson              | 0:40    |  |
| 4.                          | "I Thought I Was Broken" | Katya Richardson, Kris Bowers | 1:13    |  |
| 5.                          | "Practice Makes Perfect" | Katya Richardson, Kris Bowers | 0:38    |  |
| 6.                          | "I’m Still Here"         | Katya Richardson, Kris Bowers | 0:48    |  |
| 7.                          | "Paty: Brass"            | Katya Richardson              | 0:59    |  |
| 8.                          | "My Story"               | Katya Richardson, Kris Bowers | 1:13    |  |
| 9.                          | "American Dream"         | Katya Richardson, Kris Bowers | 0:57    |  |
| 10.                         | "My Son"                 | Katya Richardson, Kris Bowers | 0:51    |  |
| 11.                         | "The Test"               | Katya Richardson, Kris Bowers | 1:54    |  |
| 12.                         | "All These Years"        | Katya Richardson, Kris Bowers | 1:29    |  |
| 13.                         | "Duane: Woodwinds"       | Katya Richardson, Kris Bowers | 0:56    |  |
| 14.                         | "Frankenstein"           | Katya Richardson              | 0:31    |  |
| 15.                         | "Swap Meet"              | Katya Richardson              | 1:04    |  |
| 16.                         | "Dream a Little"         | Katya Richardson              | 0:36    |  |
| 17.                         | "Steve: Pianos"          | Katya Richardson, Kris Bowers | 2:13    |  |
| 18.                         | "Baku, 1987"             | Katya Richardson, Kris Bowers | 1:46    |  |
| 19.                         | "We Left Everything"     | Katya Richardson, Kris Bowers | 1:26    |  |
| 20.                         | "See How Life Is?"       | Katya Richardson, Kris Bowers | 2:02    |  |
| 21.                         | "I Love the Violin"      | Katya Richardson              | 2:02    |  |
| 22.                         | "The Alumni"             | Kris Bowers                   | 3:45    |  |
| Duração total:              | Duração total:           | Duração total:                | 29:00   |  |

## Prêmios e indicações
| Premiação                                   | Data de cerimônia      | Categoria                              | Recipiente(s)                  | Resultado | Ref.   |
| ------------------------------------------- | ---------------------- | -------------------------------------- | ------------------------------ | --------- | ------ |
| Festival Internacional de Cinema de Calgary | 1 de outubro de 2023   | Melhor documentário em curta-metragem  | The Last Repair Shop           | Venceu    | [ 14 ] |
| Middleburg Film Festival                    | 22 de outubro de 2023  | Sheila Johnson Vanguard Award          | Kris Bowers                    | Venceu    | [ 15 ] |
| Critics' Choice Documentary Awards          | 12 de novembro de 2023 | elhor documentário em curta-metragem   | The Last Repair Shop           | Venceu    | [ 16 ] |
| Critics' Choice Documentary Awards          | 12 de novembro de 2023 | Best Score                             | Katya Richardson & Kris Bowers | Indicado  | [ 16 ] |
| Hollywood Music in Media Awards             | 15 de novembro de 2023 | Melhor trilha sonora em curta-metragem | The Last Repair Shop           | Indicado  | [ 17 ] |
| Astra Film and Creative Awards              | 6 de janeiro de 2024   | Melhor curta-metragem                  | The Last Repair Shop           | Indicado  | [ 18 ] |
| Black Reel Awards                           | 16 de janeiro de 2024  | Melhor curta-metragem independente     | The Last Repair Shop           | Indicado  | [ 19 ] |
| Oscar                                       | 10 de março de 2024    | Melhor documentário em curta-metragem  | Ben Proudfoot e Kris Bowers    | Venceu    | [ 3 ]  |